# تشارلز برادي
تشارلز برادي (بالإنجليزية: Charles E. Brady Jr.)‏ (و. 1951 – 2006 م) هو ضابط، ورائد فضاء، وطبيب من الولايات المتحدة الأمريكية . ولد في بينهورست .

## ريادة الفضاء
شارك في المهمات الفضائية:
- STS-78.[3]

## التعليم
تعلم في جامعة ديوك مدرسة الطب، وجامعة ولاية كارولينا الشمالية في تشابل هيل

## الخدمة العسكرية
خدم في بحرية الولايات المتحدة.